# Пуночка (рід)
Пуночка (Plectrophenax) — рід горобцеподібних птахівродини Calcariidae. Містить 2 види.

## Список видів
- Пуночка полярна (Plectrophenax hyperboreus)
- Пуночка снігова (Plectrophenax nivalis)